# گای مارک ژیلت
گای مارک ژیلت (به انگلیسی: Guy Mark Gillette) سناتور سابق عضو حزب دموکرات ایالات متحده آمریکا بود. وی در سال ۱۹۳۶ تا ۱۹۴۵ و ۱۹۴۹ تا ۱۹۵۵ میلادی سناتور ایالت آیووا در سنای ایالات متحده آمریکا بود.